# ルートヴィヒ1世 (ヘッセン大公)
ルートヴィヒ1世（Ludwig I., 1753年6月14日 - 1830年4月6日）は、ヘッセン大公国の初代大公（在位：1806年 - 1830年）。初めはヘッセン＝ダルムシュタット方伯（ヘッセン＝ダルムシュタット方伯としてはルートヴィヒ10世、在位：1790年 - 1806年）。

## 生涯
ヘッセン＝ダルムシュタット方伯ルートヴィヒ9世とその妃であったプファルツ＝ツヴァイブリュッケン公クリスティアン3世の公女ヘンリエッテ・カロリーネ（1721年 - 1774年）の長男。バイエルン王マクシミリアン1世は母方の従弟、プロイセン王フリードリヒ・ヴィルヘルム3世は甥に当たる。
1753年6月14日、ルートヴィヒ9世の第3子としてプレンツラウ（ブランデンブルク州）で生まれる。
1776年にヴュルテンベルク公フリードリヒ2世オイゲンの長女ゾフィー・ドロテアと婚約する。しかし直後にルートヴィヒの妹でロシア皇太子パーヴェルの妃ナターリア・アレクセーエヴナ（ドイツ名ヴィルヘルミーネ）が亡くなり、後添いとしてゾフィー・ドロテアがパーヴェルと結婚することになったため、婚約は解消された。
1790年、ルートヴィヒ9世の死去によりヘッセン＝ダルムシュタット方伯ルートヴィヒ10世となる。
ルートヴィヒ10世は1803年にケルン大司教領であったヴェストファーレンを併合し、1806年にはライン同盟に参加してヘッセン大公ルートヴィヒ1世となった。1815年のウィーン会議ではヴェストファーレンをプロイセン王国に割譲したが、引き換えにマインツを含むライン川左岸の地域を獲得し、さらに同年成立したドイツ連邦に参加した。1820年、国際情勢に押されてルートヴィヒ1世は憲法を制定し、二院制の議会を開設したが、ルートヴィヒは議会を危険視していたため議会の権限及び代議士の資格は大きく制限された。さらに、死亡率低下に伴う人口増加に対して因習的な農業及び工業の生産性が向上しなかったため、ヘッセンでは社会不安が増大したがルートヴィヒは弾圧を以て応じた。これが後に「ヘッセン急使」の要因となる。
1830年4月6日、ダルムシュタットで死去。長男ルートヴィヒ2世が大公位を嗣いだ。

## 子女
1777年に従妹にあたるルイーゼ・ヘンリエッテ・カロリーネ（1761年 - 1829年、ヘッセン＝ダルムシュタット方伯ルートヴィヒ8世の次男ゲオルク・ヴィルヘルムの三女）と結婚し、五男一女を儲けた。
- ルートヴィヒ2世（1777年 - 1848年） - ヘッセン大公位を継承
- ルイーゼ（1779年 - 1811年） - 1800年にアンハルト＝ケーテン公子ルートヴィヒと結婚
- ゲオルク（1780年 - 1856年） - 1804年にセンドロ伯テレクの娘シャルロッテ（ニッダ公妃）と貴賤結婚（1827年離婚）
- フリードリヒ（1788年 - 1867年）
- エミル（1790年 - 1856年）
- グスタフ（1791年 - 1806年）